# ملكة الجريمة
ملكة الجريمة (بالكورية: 범죄의 여왕) فيلم إثارة كوري جنوبي من إخراج لي يو سوب. وبطولة بارك جي يونغ.

## القصة
مي كيونغ تُدير صالون صغير لتصفيف الشعر، ابنها إيك سوو يسكن في شقق خاصة للطلاب للتحضير لامتحان المُحاماة، ذات يوم، يتصل بوالدته ويخبرها بأن تُسدد فاتورته للمياه التي تجاوزت الألف دولار، فتقرر الذهاب إلى مقر سكنه لمعرفة أمر الفاتورة المبالغ بها، وعندما تصل إلى هُناك تكتشف أمرًا مُريبًا في إحدى الشقق فتبدأ بالتحقيق.

## روابط خارجية
- لا بيانات لهذه المقالة على ويكي بيانات تخص الفن